# Witold Milewski (1817–1889)
Witold Milewski herbu Ślepowron (ur. 4 października 1817 w Poznaniu, zm. 19 kwietnia 1889 tamże) – polski doktor, matematyk, fizyk, pedagog.

## Życiorys
Absolwent Gimnazjum św. Marii Magdaleny w Poznaniu (1837). Studiował matematykę, fizykę i nauki przyrodnicze w Berlinie. Tytuł doktora otrzymał po obronieniu rozprawy De ramis infinitis curvararum algebraicarum ordinis IV. Podczas studiów działał w Towarzystwie Akademików Polskich. W 1843, po zdaniu egzaminów nauczycielskich, podjął pracę w gimnazjum w Lesznie. W 1845 przeniósł się do Ostrowa, gdzie kierował nowo otwartym Królewskim Katolickim Gimnazjum do czasu przybycia dyrektora Roberta Engera. W 1847 otrzymał w ostrowskim gimnazjum tytuł Oberlehrer (Starszy Nauczyciel). Od 1850 był nauczycielem i inspektorem w macierzystym Gimnazjum św. Marii Magdaleny. Od 1853 był dyrektorem Gimnazjum w Trzemesznie. 
W latach 1857–1873 był w Poznaniu radcą rządowym i szkolnym, a także królewskim komisarzem przy maturach. Będąc na tym ostatnim stanowisku bronił polskiego stanu posiadania w szkolnictwie wielkopolskim. Po zatargu z niemieckimi: radcą szkolnym i prezesem rejencji poznańskiej oraz po próbie przeniesienia w 1873 na niższe stanowisko w Minden w Westfalii podał się do dymisji i poświęcił pracy w Banku Przemysłowym i Towarzystwie Przyjaciół Nauk. 
Po śmierci pochowany w Poznaniu.